# Wolfgang Alm
Wolfgang Alm (* 26. September 1960 in Hannover) ist Professor für Datenverarbeitung und Organisation (Wirtschaftsinformatik) an der TH Aschaffenburg. 

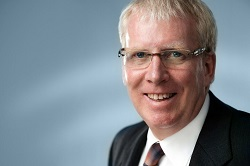
Wolfgang Alm

## Werdegang
Im Anschluss an ein Studium des Bauingenieurwesens an der Universität Hannover war Wolfgang Alm von 1988 bis 1994 wissenschaftlicher Mitarbeiter am Institut für Strömungsmechanik und Elektronisches Rechnen im Bauwesen an der Universität Hannover. Dort promovierte er 1994 bei Klaus Peter Holz, Rudolf Damrath und Werner Zielke zum Dr.-Ing. mit der Arbeit Zur Gestaltung eines Informationssystems im Küsteningenieurwesen.
Von 1994 bis 1996 war er Berater bei der Infotec Unternehmensberatung GmbH in Weiterstadt, von 1996 bis 2001 Gründer und Geschäftsführer der ESI Service Managementberatung GmbH in Erbach und von 1998 bis 2001 Mitglied der Geschäftsführung der R&B Consulting GmbH in Obernburg.
Seit 2001 ist er Professor für Datenverarbeitung und Organisation (Wirtschaftsinformatik) an der Fakultät Wirtschaft und Recht der TH Aschaffenburg. 2011 gründete er dort mit Georg Rainer Hofmann das Information Management Institut (IMI) und den IMI-Verlag.
Zusammen mit Georg Rainer Hofmann ist Alm auch Sprecher der Fachgruppe Software- und Service-Markt (WI-SWSM) der Gesellschaft für Informatik.

## Forschung
Zu seinen Forschungsinteressen zählen Prozess- und Projektmanagement, IT Service Management, Risikomanagement, Qualitätsmanagement, Wissensmanagement, Informationsmanagement und Business Process Reengineering.

## Publikationen
Dissertation:
- Zur Gestaltung eines Informationssystems im Küsteningenieurwesen, Universität Hannover 1994.

Buchbeiträge:
- mit Klaus-Peter Holz: Entwurfsberechnungen im konstruktiven Wasserbau – Die Programmkette UFER, in: Klaus Dette (Hrsg.): Computer, Software und Vernetzungen für die Lehre. Das Computer-Investitions-Programm (CIP) in der Nutzanwendung, Springer, Berlin/Heidelberg 1992, ISBN 978-3-540-55026-6, S. 656–663
- mit Markus Kohl, Thorsten Pufe: Das Ratingsystem RASY, in: Oliver Everling, Sven-Matthias Riedel, Pierre Weimerskirch: Technology Rating. Neue Entscheidungshilfen für Hightech-Investoren, Springer Verlag, 2000, S. 229–245
- mit Werner Brettreich-Teichmann, Georg Rainer Hofmann, Olaf Reubold, Manfred Scherb, Gudrun Wiedmann: Regionale High-Tech-Dienstleister als Kooperationspartner und Enabler für exportorientierte Unternehmen, in: Hans-Jörg Bullinger, Frank Stille: Dienstleistungsheadquarter Deutschland. Entwicklungstrends und Erfahrungsberichte, Gabler Verlag, Wiesbaden 2000, ISBN 978-3-409-11495-0, S. 167–190.

Eigenverlag (Auszug):
- mit Georg Rainer Hofmann: Business-IT Alignement – Trends im Software- und Servicemarkt. In: Tagungsband MKWI, 2008, ISBN 3-9808791-2-7
- mit Georg Rainer Hofmann (Hrsg.): Prozessmodellierung für das Qualitätsmanagement an der Hochschule Aschaffenburg, IMI-Verlag, Aschaffenburg 2010.
- mit Georg Rainer Hofmann: Beratungskonzepte für Cloud Computing – Trends im Software- und Servicemarkt, IMI Verlag, Aschaffenburg 2012.
- mit Meike Schumacher, Katrin Schubert, Andreas Imhof, Georg Rainer Hofmann: ESF-Projekt KaRaBonita – Abschlussbericht, IMI Verlag, Aschaffenburg 2015.
- mit Georg Rainer Hofmann (Hrsg.): Wissenstransfer in der Wirtschaftsinformatik – Fachgespräch im Rahmen der MKWI 2014, IMI Verlag, Aschaffenburg 2014.
- mit Georg Rainer Hofmann (Hrsg.): Wissenstransfer in der Wirtschaftsinformatik – Fachgespräch im Rahmen der MKWI 2016, IMI Verlag, Aschaffenburg 2016.
- mit Georg Rainer Hofmann (Hrsg.): Wissenstransfer in der Wirtschaftsinformatik – Fachgespräch im Rahmen der MKWI 2018, IMI Verlag, Aschaffenburg 2018.
- ESF-Projekt mainproject 2018: Abschlussbericht, IMI Verlag, Aschaffenburg 2018.